# Ervin Zukanović
Ervin Zukanović (* 11. Februar 1987 in Sarajevo) ist ein bosnisch-herzegowinischer Fußballspieler.

## Karriere

### Verein
Zukanović schaffte 2005 den Sprung aus der Jugend in die erste Mannschaft von FK Željezničar Sarajevo. 2006 wechselte er zu Lustenau nach Österreich. Hier kam er allerdings nur bei der zweiten Mannschaft zum Einsatz und verließ den Verein nach einem Jahr. Nach drei Stationen in zwei Jahren, unter anderem auch in Deutschland beim KFC Uerdingen, wechselte er im Januar 2009 zum FCV Dender EH nach Belgien. Sein Debüt in der Jupiler Pro League, gab er beim 2:0-Erfolg am 20. Spieltag bei Excelsior Mouscron. Am Ende der Saison stieg er mit Dender in die EXQI-League ab. Nach dem Klassenerhalt in Liga 2 wechselte Zukanovic im Sommer 2010 in die erste Liga zum Aufsteiger KAS Eupen. Im Sommer 2011 wechselte er nach dem Abstieg von Eupen zum Erstligisten KV Kortrijk. Er spielt bis 2013 in Kortrijk, wo er unter anderem das Finale im Beker van Belgie erreichte. Das Finale wurde mit 0:1 gegen Sporting Lokeren verloren. Seit Januar 2013 spielte Zukanovic dann beim KAA Gent. Am 29. Januar 2016 wechselte Zukanović zunächst für 1,2 Mio. Euro bis zum Ende der Saison 2015/16 auf Leihbasis zur AS Rom. Bereits nach einem Monat wurde Zukanović nach vier Einsätzen (ohne Torerfolg) fest verpflichtet und mit einem Vertrag bis zum 30. Juni 2019 ausgestattet. Die Saison 2016/17 über spielte Zukanović auf Leihbasis bei Atalanta Bergamo. Nach seiner Rückkehr im Sommer 2017 wurde er an den CFC Genua verliehen und ein Jahr später fest von ihnen verpflichtet. Seit dem 1. August 2019 stand er bis zum Jahresende bei Erstligist al-Ahli Dschidda in Saudi-Arabien unter Vertrag, ehe er sich SPAL Ferrara in der italienischen Serie A anschloss. Von 2020 bis 2022 spielt er dann für Erstliga-Aufsteiger Fatih Karagümrük SK in der Türkei und wechselte anschließend zum griechischen Erstligisten Asteras Tripolis.

### Nationalmannschaft
Sein Debüt für die bosnisch-herzegowinische A-Nationalmannschaft gab Zukanović am 16. Oktober 2012 in der WM-Qualifikation gegen Litauen. Beim 3:0-Erfolg wurde der Innenverteidiger in der 74. Minute für Senad Lulić eingewechselt. In sieben Jahren absolvierte er insgesamt 38 Länderspiele für die Auswahl, ein Treffer gelang ihm dabei nicht.